# Кроков, Кристиан фон
Граф Кристиан фон Кроков (нем. Christian Graf von Krockow; 26 мая 1927, Румбске, Померания — 17 марта 2002, Гамбург) — немецкий политолог и писатель.
Кроков изучал социологию, философию и государственное право. В 1961—1969 годах был профессором политологии в различных университетах. С 1970 по 1973 год граф был членом учредительного комитета Ольденбургского университета. Затем жил и работал в Гамбурге как независимый учёный и успешный писатель.

## Произведения
- Begegnung mit Ostpreußen
- Friedrich der Große. Lebensbilder.[1] Lübbe Verlag, Bergisch Gladbach (1986), ISBN 3-7857-0414-3.
- Отто фон Бисмарк (Биография) (1997)
- Черчилль (Биография) (1999)
- Kaiser Wilhelm II. und seine Zeit. Biographie einer Epoche. Siedler, Berlin 1999, ISBN 3-88680-666-9
- Der deutsche Niedergang. Ein Ausblick ins 21. Jahrhundert (1998)
- Die Elbreise
- Erinnerungen
- Fahrten durch die Mark Brandenburg (1991)
- Die preußischen Brüder
- Die Reise nach Pommern (1985)
- Die Rheinreise
- Rheinsberg
- Die Stunde der Frauen (1988)
- Vom lohnenden Leben
- Die Deutschen in ihrem Jahrhundert (1990)
- Über die Deutschen
- Hitler und seine Deutschen. List, München 2001, ISBN 3-471-79415-8.
- Eine Frage der Ehre. Stauffenberg und das Hitler-Attentat vom 20. Juli 1944. Rowohlt, Berlin 2002, ISBN 3-87134-441-9
- Die Zukunft der Geschichte. Ein Vermächtnis. List, München (2002), ISBN 3-548-60381-5

Между 1971 и 1980 годами Кроков написал три книги и различные статьи о спорте и обществе.

## Награды
В 1994 году Кристиан фон Кроков получил премию доктора Леопольда Лукаса и литературную премию Фридриха Шиделя. В 1995 году он был удостоен почётной докторской степени «Rerum Politicarum» Университета Карла фон Осецкого в Ольденбурге за его заслуги в «интерпретации и отражении социально-политического настоящего».